# Traquet du Cap
Oenanthe pileata
Espèce
Statut de conservation UICN

 LC  : Préoccupation mineure
Le Traquet du Cap (Oenanthe pileata), également appelé traquet cordon-noir, est une espèce de passereaux de la famille des Muscicapidae.

## Répartition
Cet oiseau vit dans la moitié sud de l'Afrique subsaharienne.